# Abdelhamid Abuhabib
Abdelhamid Abuhabib (Khan Yunis, 6 agosto 1989) è un calciatore palestinese, centrocampista dello Shabab Al-Khali.

## Carriera

### Nazionale
Ha esordito in nazionale nel 2012, venendo convocato per la Coppa d'Asia 2015. Tra il 2012 ed il 2018 ha totalizzato complessivamente 35 presenze e 6 reti con la maglia della nazionale palestinese.